# Sospello
Sospello (in francese Sospel, in mentonasco Sospèl, anticamente Cespitello o Cespedello) è un comune francese di 3 879 abitanti, situato nel dipartimento delle Alpi Marittime della regione della Provenza-Alpi-Costa Azzurra.

## Geografia fisica

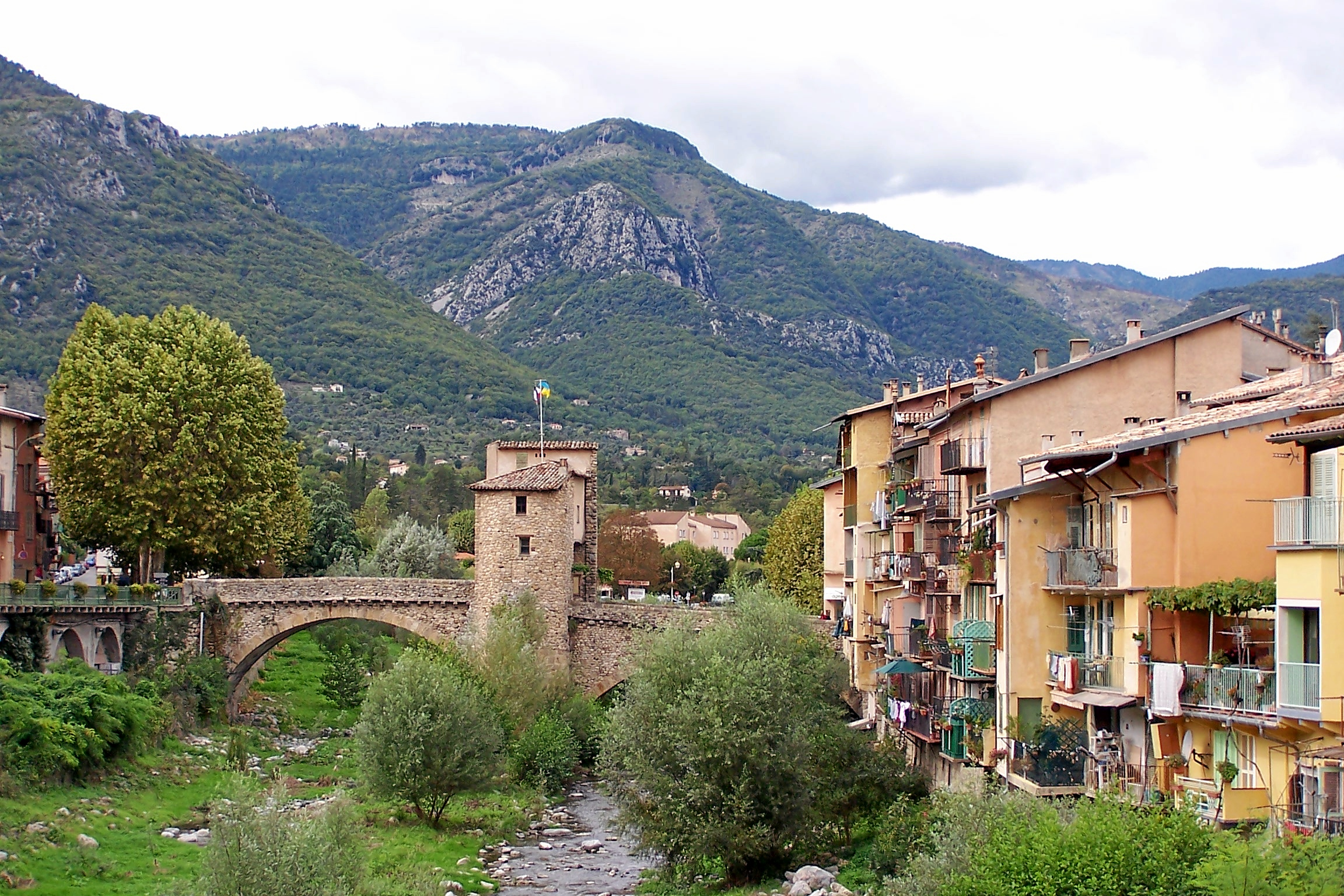
Sospello, panorama sul torrente Bevera

Sospello sorge presso la confluenza del Merlanzone nel Bevera, a 20 chilometri a nord di Mentone. Il villaggio è situato a circa 350 metri d'altitudine, alle porte del Parco nazionale del Mercantour, a 9 km dalla frontiera con regione italiana della Liguria.
Sospello è un piccolo borgo medievale tranquillo, sito sulle sponde del torrente, celebre per il suo "Ponte vecchio" a pedaggio, uno degli ultimi d'Europa, un ponte fortificato datato al XIII secolo.

Il territorio del comune di Sospello appartiene geograficamente alla regione fisica italiana, trovandosi all'interno del bacino idrografico del fiume Roia.

## Storia
Il territorio ha fatto da sempre parte della Liguria sotto l'Impero Romano, nel Regno longobardo e nel Regnum Italiae formatosi con Carlo Magno.

### Dalla Contea di Ventimiglia alla Contea di Provenza
Comune sotto la tutela dei Conti di Ventimiglia nel Medioevo, Sospello afferma ben presto la sua indipendenza di fronte alle rivendicazioni dei conti, costretti a fare atto di fedeltà alla repubblica di Genova che aveva delle mire sulla regione.
Sospello cerca dunque la protezione del conte di Provenza, solo contrappeso all'egemonia genovese.
Il 28 marzo 1258, la cessione di Sospello alla Provenza è effettiva.
Capoluogo di vicaria, Sospello guadagna in importanza sul piano amministrativo, poiché esistevano nel 1258 solamente 6 "vicarie" nella contea di Provenza: Marsiglia, Hyères, Draguignan, Nizza, Grassa e Sospello, ch'era sede della vicaria di Ventimiglia - Valle Lantosca, e 4 baliati: Tolone, Saint-Maximin, Brignoles, Poggetto Tenieri.
È sufficiente constatare l'estensione di tale vicaria per giudicare l'importanza di Sospello come città medievale.

### Atto di dedizione alla Savoia
Di fronte alla guerra di successione per la corona provenzale, scatenata dall'assassinio della regina Giovanna I di Napoli, della famiglia d'Angiò, chiamata in Provenza solo "regina Giovanna", Sospello, analogamente a tutto il Contado di Nizza, fa atto di dedizione alla Savoia nel 1388.
Ne consegue per Sospello un lungo periodo di prosperità intervallata purtroppo da terribili epidemie di peste.
La fedeltà dei Conti di Tenda, rappresentati dalla celebre famiglia dei Lascaris, alla Contea di Savoia, permette infine la libera circolazione delle merci fra Nizza e Torino, con il più grande beneficio e vantaggio per la comunità di Sospello.
A partire dalla seconda metà del XV secolo, l'eresia valdese comincia ad impiantarsi nelle valli e dei grandi roghi sono organizzati, evento che non intralcia affatto il commercio fiorente.
Ma un fatto maggiore rimette tutto in questione a lungo termine: nel dicembre 1481, la Provenza è riunita alla Francia.
I conti di Piemonte e Savoia fanno conoscenza con un nuovo vicino: il potente regno di Francia.
Dal 1614 e sino al 1796, Sospello è la sede di una delle quattro prefetture di spettanza o competenza del Senato di Nizza.
Sospello fu un villaggio molto importante nel Medioevo con il passaggio della via del sale, testimoniata dall'esistenza d'un castello, di cui restano ancora alcune rovine e dalla presenza ugualmente di numerosi alchimisti all'epoca.
L'ex comune di Sospello, prima sabaudo e poi sardo-piemontese, è stato parte integrante della storica Contea di Nizza fino al 1860, ed ha seguito pertanto con essa, fin dal 1388, anno di dedizione di Nizza alla Savoia, le vicende storiche prima della Contea di Savoia e del Ducato di Savoia, e poi dopo il Congresso di Vienna, dal 1815 al 1860, le sorti del regno di Piemonte e Sardegna, facendone parte per quasi mezzo secolo, per essere poi annesso alla Francia dopo referendum nell'aprile del 1860, secondo le clausole del Trattato di Torino fra Vittorio Emanuele II, re di Sardegna e Piemonte e Napoleone III, imperatore dei Francesi, con cui era ceduto dal primo ministro Camillo Benso, conte di Cavour, il Contado di Nizza alla Francia, per il suo aiuto nella seconda guerra d'indipendenza e l'unità d'Italia.

### Seconda guerra mondiale
Dal 1939 al 1940, fra le unità militari accampate a Sospello, vi era il 3º Reggimento di fanteria alpina dell'esercito francese, disciolto nel 1946 al termine del secondo conflitto mondiale.
Sospello, durante la seconda guerra mondiale, ha ospitato un campo d'internamento per ebrei italiani che fu aperto in paese alla fine del 1942.
Il campo di raccolta dei profughi era costituito in realtà da un albergo e da una caserma e venne chiuso nel maggio 1943, ed i suoi detenuti furono trasferiti ad Embrun ed a Modane.
Altri furono assegnati in residenza a Digne, a Vence, a Guagno in Corsica, a Saint-Martin-Vésubie, a Barcelonnette, a Moustier Sainte Marie, a Castellane, ad Enchastrayes ed a Château de Chavance.

### Oggi
Sospello possiede dal 2000 una delle pochissime società "bigofoniche", cioè di suonatori di bigofono, ancora in attività in Francia: i cugurdons sospellesi, bigofonisti di Sospello.
Esistevano diverse centinaia di associazioni musicali di bigofonisti in Belgio ed in Francia dall'inizio degli anni 1880 sino alla fine degli anni 1930.

## Monumenti e luoghi d'interesse

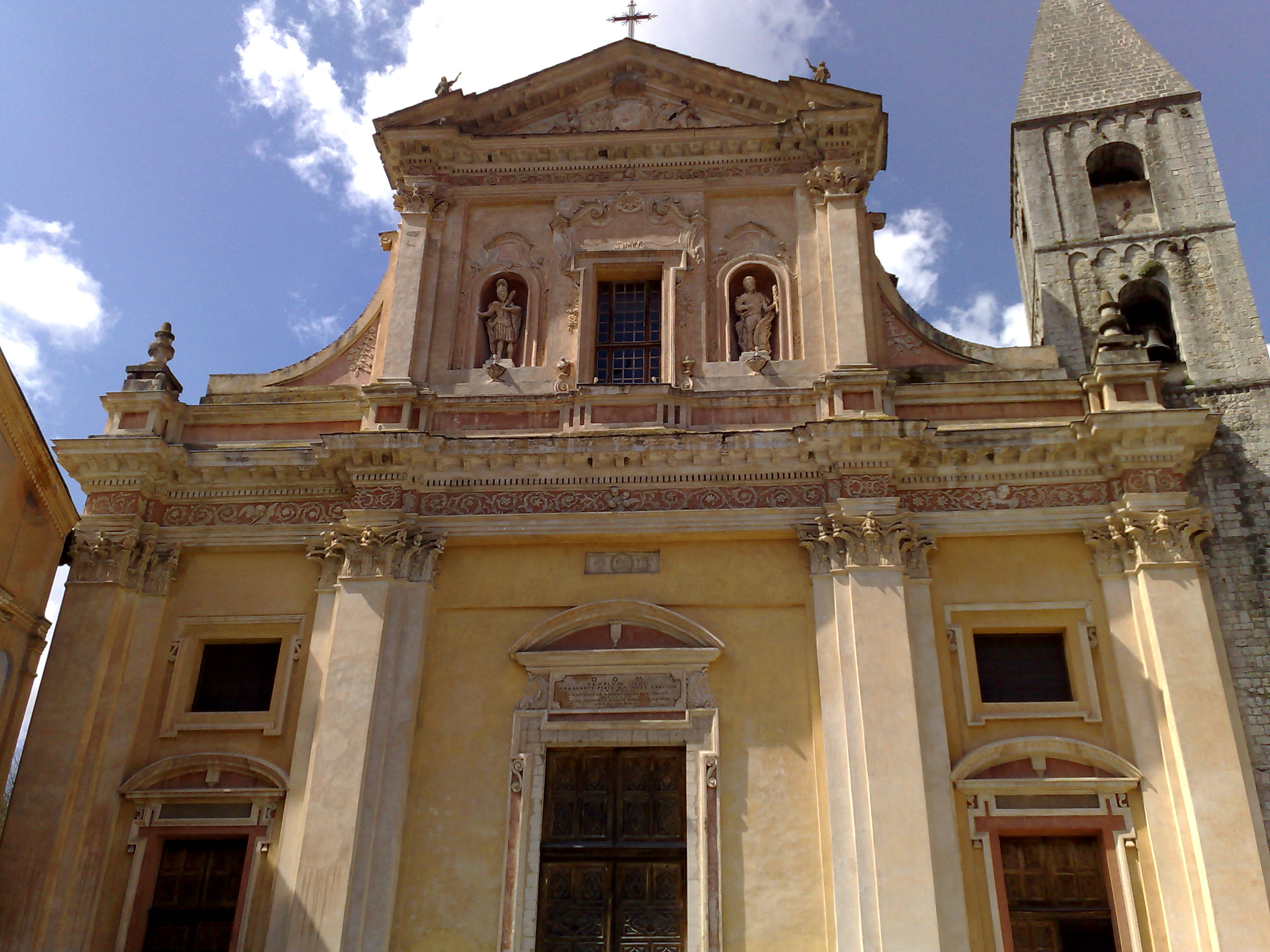
Facciata imponente della cattedrale di San Michele a Sospello

- Ponte Vecchio, simbolo del villaggio, unisce le sponde del Bevera che taglia in due parti la città. Un ponte simile esisteva dal XII secolo. I due archi sono stati probabilmente sostituiti nel 1823 e su questi si è basata la ricostruzione. Nel casello centrale veniva esatto il pedaggio per il passaggio tra il Piemonte ed il Mediterraneo sulla strada reale del sale tra Nizza e Torino. Il ponte fu gravemente danneggiato nel 1944 in occasione dei combattimenti per la liberazione della valle. Il restauro completo è avvenuto nel 1951 utilizzando i materiali rinvenuti sul posto.
- La concattedrale di San Michele (Cathédral Saint-Michel): circondata da case con portici di epoca medioevale, è di stile barocco. Il campanile risale al XIII secolo ed è di epoca longobarda. Le due statue rappresentano i protettori della città di Sospello: Sant'Ippolito e Sant'Assendio.
- Palazzo Ricci des Ferres, sulla place Saint-Michel, porta una placca di marmo attestante che papa Pio VII vi alloggiò il 10 agosto 1809 allorché, su ordine di Napoleone I, egli fu allontanato dallo Stato Pontificio e condotto in Francia.
- Cappella dell'Immacolata Concezione o dei Penitenti Grigi, sulla place Saint-Michel, costruita nel 1619.
- Cappella di Santa Croce o dei Penitenti Bianchi, costruita nel XII secolo, fu più volte rifatta.
- Cappella dei Penitenti Rossi, sulla place Saint-Michel.
- Cappella di Sant'Eligio o dei Penitenti Neri
- Resti del castello, del XIII secolo.

## Società

### Evoluzione demografica

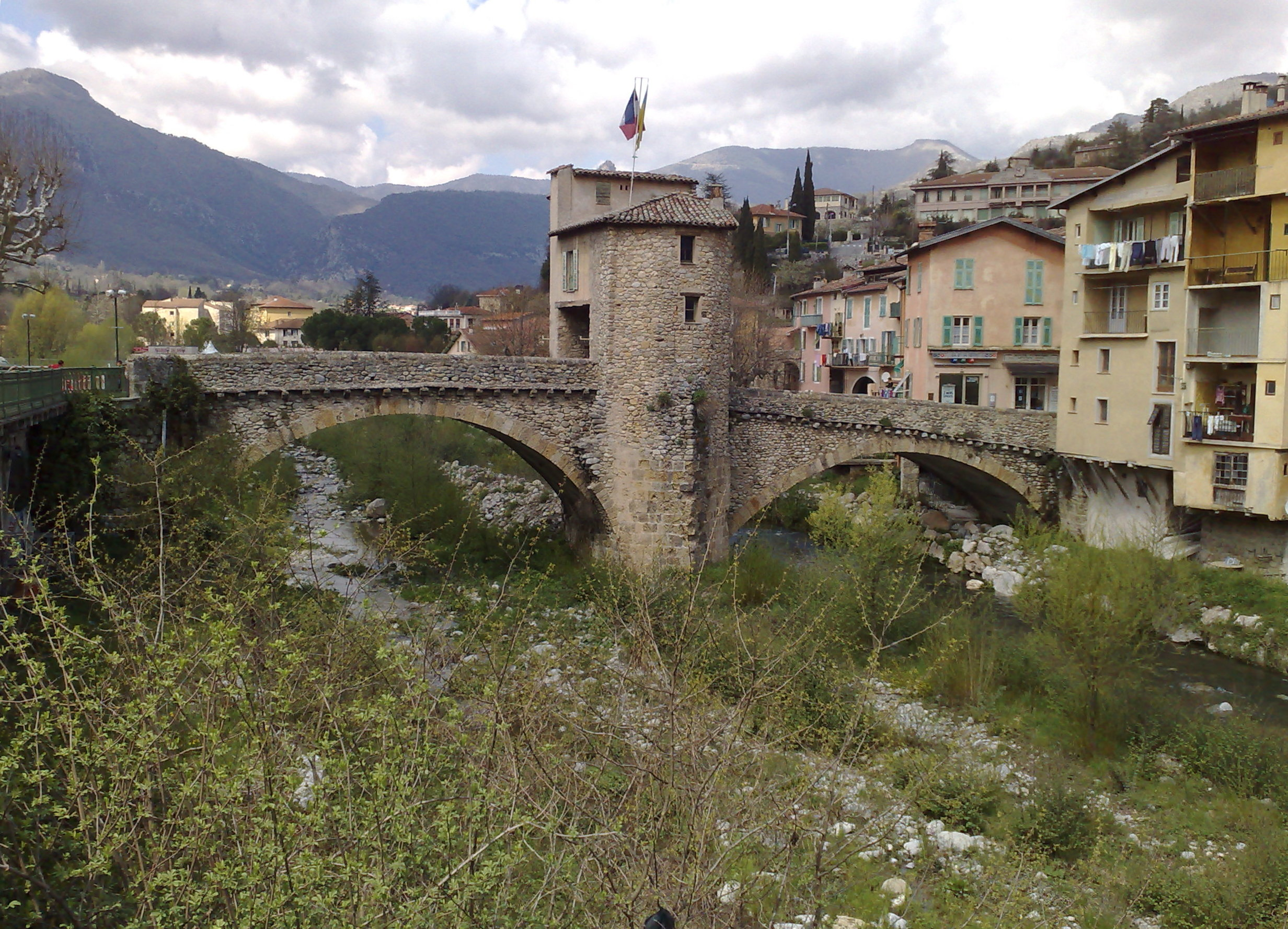
Il Ponte vecchio fortificato sul torrente Bevera, spesso in secca

Abitanti censiti

### Lingue e dialetti
Sospello è un borgo della Terra Mentonasca, l'area linguistica dove si parla il mentonasco (come a Mentone), un idioma transitorio tra la lingua ligure e la lingua occitana.

## Cultura

### Cinema
Place Saint-Michel ("piazza San Michele") ha fornito la location di film come L'uomo dalla maschera di ferro, Fanfan la Tulipe con Gérard Philipe, Un sacchetto di biglie e La Proie.

## Infrastrutture e trasporti

### Strade
Sospello è attraversata dalla Route nationale 204 che unisce Nizza alla valle del Roia.

### Ferrovie
Sospello è servita da una propria stazione ferroviaria posta lungo la linea Nizza-Breglio.